# Бакуриани (станция)
Бакуриа́ни (груз. ბაკურიანი) — станция Грузинской железной дороги. Является конечной станцией узкоколейной железной дороги Боржоми — Бакуриани. Основана в 1901 году одновременно с открытием линии. Электрификация путей на станции произведена в 1966 году.
Количество путей на станции — 3, все электрифицированы. Разводные стрелки на станции ручные.
На станции имеется здание вокзала с залом ожидания и билетной кассой.
Станция является конечным пунктом следования для пригородных поездов Боржоми — Бакуриани. Поезда курсируют 4 раза в день, время в пути занимает около двух с половиной часов (данные 2011 года).

## Расписание
- Линия Боржоми — Бакуриани